# Gadiguina
Gadiguina (en georgiano: გადიგინა; en osetio: Гæдыджын) fue una aldea que pertenece a la parcialmente reconocida República de Osetia del Sur, parte del distrito de Znaur, aunque de iure pertenece al municipio de Tighvi de la región de Iberia Interior de Georgia.

## Geografía
Gadiguina se encuentra en el valle del río Frone oriental, a 22 kilómetros de Korsnisi.

## Demografía
La evolución demográfica de Gadiguina entre 1917 y 1959 fue la siguiente:
| 59                                                       | 39 |
| (Fuente: Population of South Ossetia since Soviet times) |    |

La población de Gadiguina era históricamente osetia.